# Natuurlijke verjonging in de bosbouw

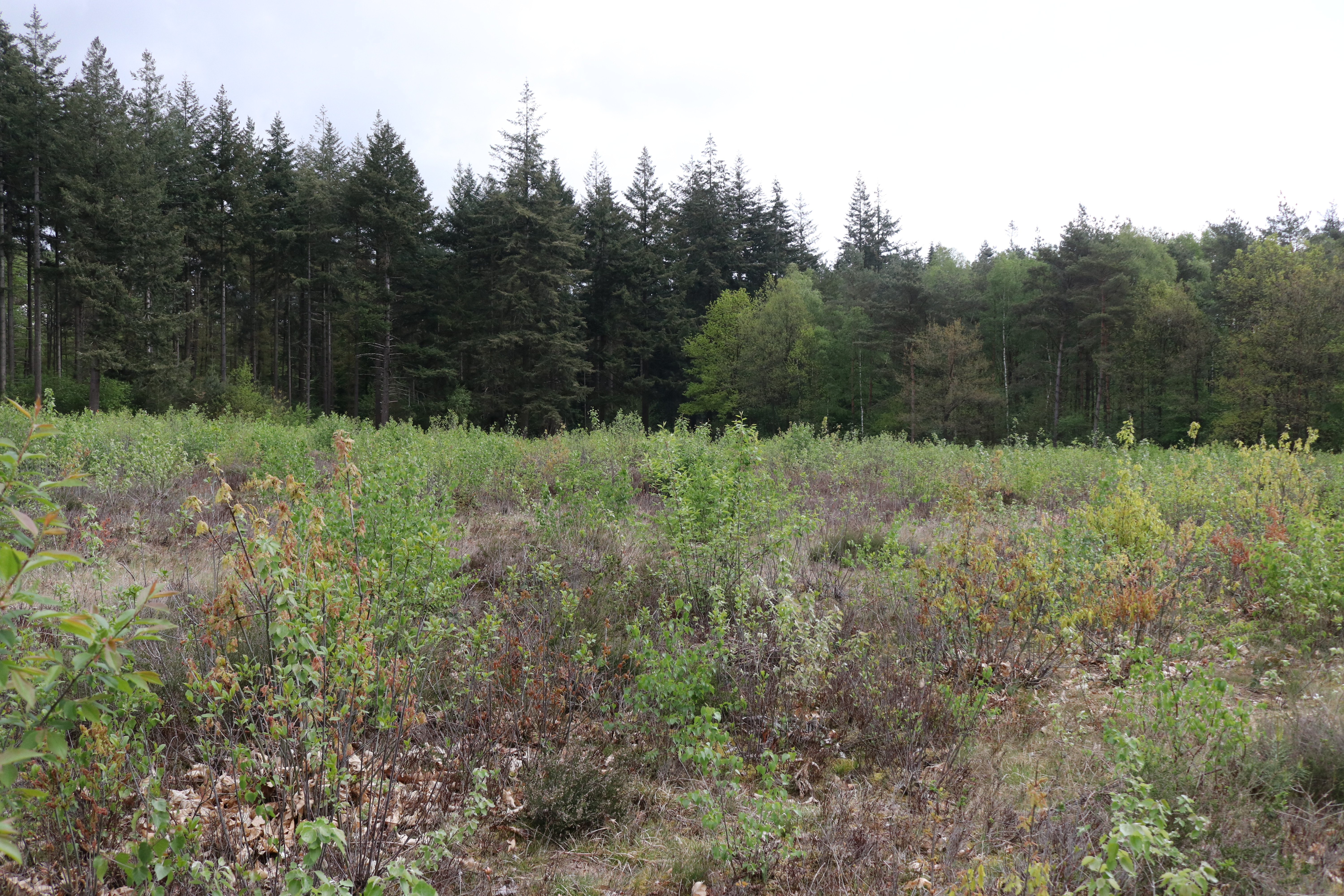
Verjonging in Boswachterij Oostereng. Na de kaalkap van een bosperceel enkele jaren eerder bevinden boomsoorten zoals berk, eik en Amerikaanse vogelkers zich nog in de jonge fase.

Natuurlijke verjonging in de bosbouw is de spontane vestiging van een volgende bosgeneratie, grotendeels zonder tussenkomst van de mens. Natuurlijke verjonging kan daarbij opgesplitst worden in twee vormen: generatieve verjonging en vegetatieve verjonging. Bij generatieve verjonging vermeerderen bomen en struiken zich via zaad; bij vegetatieve verjonging gebeurt dit via afleggers en uitlopers. De beheerder kan op verschillende manieren invloed uitoefenen op het proces van natuurlijke verjonging. Als er sprake is van aanplant of zaadverspreiding door de mens, spreekt men van kunstmatige verjonging.

## Proces
Bij natuurlijke verjonging vestigt de volgende bosgeneratie zich op het terrein doordat de zaden van bomen, struiken en kruiden ontkiemen tot zaailingen. Er moeten in de nabijheid dan wel voldoende zaadbronnen van de gewenste soorten en kwaliteit aanwezig zijn. De zaden worden op natuurlijke wijze aangevoerd door water, wind en/of dieren. De verspreiding van zaden wordt ook wel zaadverbreiding genoemd, aangezien de term ‘verspreiding’ ook kan duiden op activiteit van de mens. De vestiging van jonge zaailingen is afhankelijk van een groot aantal factoren, waaronder de zaadproductie van de moederbomen, de wijze van zaadverbreiding, de groeiplaatsomstandigheden en zaadpredatie. Door natuurlijke verbreiding van zaden zal het bos over andere visuele eigenschappen beschikken dan wanneer de verjonging handmatig is gerealiseerd: De beheerder kan ervoor kiezen om natuurlijke verjonging spontaan op te laten treden of het te stimuleren door middel van verjongingskap en/of terreinvoorbereiding. Een andere methode van bosverjonging is kunstmatige verjonging, waarbij de mens jonge boompjes (bosplantsoen) aanplant of zaden uitstrooit.
Natuurlijke verjonging heeft enige voordelen ten opzichte van kunstmatige verjonging. De kosten van natuurlijke verjonging zijn over het algemeen lager, aangezien de handelingen die uitgevoerd moeten worden veelal minder arbeidsintensief zijn dan bij kunstmatige verjonging. Bovendien slaagt de vestiging van de zaailingen voornamelijk op groeiplaatsen die voldoen aan de groeiplaatseisen van de soorten in kwestie. Ook kan het wortelstelsel zich bij natuurlijke verjonging ongehinderd ontwikkelen, in tegenstelling tot de situatie bij aanplant. De kans op goed resultaat is dus groter. Groeiplaatsomstandigheden die van invloed zijn op de zaadkieming zijn de beschikbaarheid van licht en vocht, de hoeveelheid zonwarmte, de dichtheid van de ondergroei en de aanwezigheid van voedingsstoffen.
Aangezien natuurlijke verjonging grotendeels op natuurlijke wijze plaatsvindt, is het mogelijk dat de beheerder na een of twee groeiseizoenen niet tevreden is met de hoeveelheid gevestigde bomen (stamtal). Ook is het mogelijk dat de bomen niet de gewenste soorten zijn of niet over de gewenste genetische kwaliteit beschikken. In deze gevallen kan de beheerder bijplanten.

## Generatieve verjonging
Het proces van generatieve verjonging bestaat uit de productie, verbreiding en kieming van zaden, gevolgd door de vestiging van de ontwikkelde kiemplanten.

### Zaadproductie
Het verjongingsproces start bij de productie van kiemkrachtig zaad. De leeftijd waarop een boom in staat is om voldoende zaden te produceren voor substantiële verjonging, verschilt per boomsoort. Deze leeftijd wordt de manbaarheidsleeftijd genoemd. Boomsoorten met een lage manbaarheidsleeftijd zijn bijvoorbeeld zoete kers (Prunus avium), populier (Populus spec.) en berk (Betula spec.), met respectievelijk een manbaarheidsleeftijd van 20, 25 en 30 jaar. Een manbaarheidsleeftijd van 70 jaar wordt toegeschreven aan de beuk (Fagus sylvatica), wintereik (Quercus petraea) en zomereik (Quercus robur). Er zijn echter uitzonderingen: sommige individuele bomen zullen eerder zaad produceren dan andere bomen van dezelfde soort.
De term mastjaar wordt gebruikt om een jaar aan te duiden waarin een boomsoort veel zaad draagt. Douglas (Pseudotsuga menziesii) en beuk krijgen om de zoveel jaar een mastjaar, terwijl andere boomsoorten nagenoeg elk jaar veel zaad dragen vanaf de manbaarheidsleeftijd. Doorgaans vindt er een grotere productie van zaden plaats wanneer bomen en struiken vitaal zijn. Een uitzondering op de regel is noodbloei, waarbij vermindering van vitaliteit leidt tot toename van zaadproductie, doordat de boom of struik als het ware een laatste poging doet tot vermeerdering. Van invloed op de zaadproductie zijn de bodemvruchtbaarheid, weersomstandigheden, hoeveelheid zonlicht en predatie.
Voordat de zaadzetting plaatsvindt moet de boom eerst tot bloei komen, waarna bestuiving plaatsvindt door wind en/of dieren. In Nederland komen windbestuivende boom- en struiksoorten het meest voor. Voorbeelden hiervan  zijn beuk, douglas, Europese lariks (Larix decidua), fijnspar (Picea abies), gewone es (Fraxinus excelsior), grove den (Pinus sylvestris), populier, ruwe berk (Betula pendula), wintereik, zomereik en zwarte els (Alnus glutinosa). Bij andere boomsoorten vindt de bestuiving plaats door insecten, zoals bij gewone esdoorn (Acer pseudoplatanus), schietwilg (Salix alba), winterlinde (Tilia cordata) en zoete kers.

### Zaadverbreiding
Zaadverbreiding betreft de verspreiding van zaden vanaf de moederboom. Plantenzaden zijn sterk afhankelijk van water, wind en dieren om de voor hen geschikte groeiplaatsen te bereiken. Afhankelijk van de verbreidingsstrategie kunnen plantensoorten ingedeeld worden in zoöchore soorten (verbreiding door dieren), anemochore soorten (verbreiding door wind) en hydrochore soorten (verbreiding door water). De anatomie van het zaad bepaalt tot welke verbreidingssoort de boom behoort. Zo wijzen gevleugelde zaden op verbreiding door wind. Zaden die bedekt zijn met kleurrijk en vlezig vruchtvlees bevatten relatief veel eiwitten en vetten en vormen aantrekkelijk voedsel voor veel diersoorten. Deze zaden worden verbreid doordat ze als voedselvoorraad worden verstopt, bijvoorbeeld door de bosmuis (Apodemus sylvaticus) en de gewone eekhoorn (Sciurus vulgaris), of doordat ze worden uitgepoept na consumptie. Daarnaast zijn ook borstelige of kleverige zaden afhankelijk van verbreiding door dieren die de zaden meevoeren aan hun vacht. Tot slot zijn er plantensoorten die geheel zelfstandig hun zaden verbreiden (autochore soorten), zoals de reuzenbalsemien (Impatiens glandulifera) die door oprollende vruchtwanden het springzaad mechanisch verbreidt, en plantensoorten die voornamelijk zijn toegewezen op zwaartekracht voor de zaadverbreiding (barochore soorten). De indeling in verbreidingssoorten betreft een generalisering, aangezien niet alle planten zijn gebonden aan slechts een verbreidingsstrategie. Zo kunnen grassen hun zaden zowel door wind als door dieren laten verbreiden.

### Zaadkieming
Afhankelijk van de plantensoort kan het verbreide zaad zich in kiemrust bevinden. De kiemrust bestaat uit een periode waarin het zaad inactief is, voordat de kieming begint. Men onderscheidt endogene kiemrust (waarbij het embryo zich nog verder moet ontwikkelen of waarbij er eerst een koudebehandeling moet hebben plaatsgevonden) en exogene kiemrust, waarbij de zaden eerst hun ondoordringbare zaadhuid moeten kwijtraken. Andere plantensoorten slaan de kiemrust over, zoals de zomereik en wintereik. De kieming van deze boomsoorten kan wel worden vertraagd door een lage omgevingstemperatuur. Het moment van zaadkieming hangt sterk af van de plantensoort en de omgevingsfactoren, zoals licht, temperatuur en chemisch milieu.

### Vestiging
Na een succesvolle kieming van het zaad treedt de laatste fase van verjonging in werking, namelijk de vestiging van de kiemplant als zelfstandig functionerend organisme. Het slagen van de vestiging is afhankelijk van het kiembed, oftewel de plaats waar het zaad naartoe verbreid is en tot kieming is gekomen. Over het algemeen geldt dat hogere kiemingspercentages behaald worden als er geen (dikke) strooisellaag en geen dichte bodemvegetatie aanwezig is. De kieming vindt dan direct plaats op de minerale bodem. Wanneer het kiembed bestaat uit een dikke strooisellaag zal de kans op uitdroging toenemen en zal de dreiging van schimmelinfecties groter zijn. Daarentegen kunnen een dunne strooisellaag en een lichte bodemvegetatie de zaadkieming en vestiging juist positief bevorderen wanneer het een droogtegevoelige groeiplaats betreft. Kleine zaden, zoals populieren- en wilgenzaad, vereisen optimale lichtomstandigheden in de kiemings- en vestigingsfase. Grote zaden, zoals eiken-, beuken- en kastanjezaden, beschikken over voldoende voedselreserves om ook onder suboptimale lichtomstandigheden te overleven gedurende het eerste levensjaar. Openheid van het kronendak is voor de vestiging van grotere zaden daarom minder bepalend voor de overlevingskans dan bij kleine zaden zonder voedselreserves.

## Ingrepen door de mens
Afhankelijk van het type beheer kan natuurlijke verjonging gestimuleerd worden door middel van terreinvoorbereiding, verjongingskap en wildregulatie.

### Terreinvoorbereiding
De beheerder kan enige invloed uitoefenen op het succes van zaadkieming. Zo zijn er plantensoorten waarvan de zaden baat hebben bij veel licht. Voor deze soorten kan de kans op kieming verhoogd worden door terreinvoorbereiding, waarbij een dichte ondergroei van bijvoorbeeld adelaarsvaren (Pteridium aquilinum), pijpenstrootje (Molinia caerulea) of bosbes (Vaccinium myrtillus) wordt opengebroken of verwijderd. De noodzaak van deze maatregel is sterk afhankelijk van het omgevingsklimaat: op droogtegevoelige groeiplaatsen is het beter om enige bedekking van mossen en kruiden te handhaven, aangezien deze de vochthuishouding positief beïnvloeden.
In het verleden was een diepere grondbewerking onderdeel van de terreinvoorbereiding, maar tegenwoordig wordt hiervan afgezien, aangezien het van negatieve invloed is op de strooisel- en vegetatielaag en daarmee de flora en fauna die hiervan afhankelijk zijn. Een ander ongewenst gevolg van diepe grondbewerking is de uitspoeling van nutriënten.

### Verjongingskap en lichtomstandigheden
Verjongingskap kan als beheermaatregel worden ingezet om de lichtomstandigheden voor de zaadkieming en de ontwikkeling van de zaailingen te optimaliseren. Men onderscheidt boom- en struiksoorten die gebaat zijn bij veel zonlicht (lichtboomsoorten) en soorten die ook met minder licht een goede ontwikkeling kunnen doormaken (schaduwboomsoorten).
Over het algemeen geldt dat lichtboomsoorten pioniersoorten zijn. De pioniersoorten zijn met hun snelle jeugdgroei in staat om open vlaktes relatief snel te koloniseren, zelfs onder ongunstige omstandigheden. Lichtboomsoorten zijn door hun behoefte aan veel direct licht gebaat bij relatief grote verjongingsvlaktes. Voorbeelden van lichtboomsoorten zijn grove den, zwarte els, wilg (Salix spec.), populier, ruwe berk en zachte berk (Betula pubescens). Door verjongingskap kunnen de gewenste grote verjongingsvlaktes gerealiseerd worden.
Schaduwboomsoorten als beuk, taxus (Taxus baccata), haagbeuk (Carpinus betulus), fijnspar en linde (Tilia spec.) verjongen goed op kleinere verjongingsvlaktes, aangezien zij meer schaduw verdragen. Hoewel schaduw in mindere mate een belemmering vormt, groeien ook deze soorten het snelst in direct zonlicht. Waar lichtboomsoorten voornamelijk pioniersoorten zijn, domineren schaduwboomsoorten vooral in de latere bosontwikkelingsfasen. De mate waarin boom- en struiksoorten schaduwverdragend zijn, is sterk gebonden aan de leeftijd en de groeiplaats: op arme groeiplaatsen zijn bomen en struiken gebaat bij meer licht dan op rijkere groeiplaatsen. Daarnaast zijn boom- en struiksoorten op jonge leeftijd toleranter voor schaduw dan op latere leeftijd. Gewoonlijk laten lichtboomsoorten zelf meer licht door via hun kronendak dan schaduwboomsoorten: lichtboomsoorten laten gemiddeld 20-30% van het licht boven het bladerdak door aan de onderliggende etages, waar schaduwboomsoorten slechts 10% doorlaten.

### Wildschade en wildregulatie
Nadat de zaailingen gevestigd zijn kunnen in het wild levende herbivoren zorgen voor wildschade. Ze kunnen de boomsoortensamenstelling van het bos en het stamtal van de verjonging negatief beïnvloeden. Jonge bomen die worden aangetast kunnen niet uitgroeien tot vitale bomen met goede houtkwaliteit.
Er zijn diverse vormen van wildschade: vraatschade, schilschade, veegschade, slagschade en schuurschade. De mate van schade verschilt en is sterk afhankelijk van de diersoort die de schade teweegbrengt. Herten en reeën eten bijvoorbeeld de bladeren, naalden, takken en knoppen van bomen. Deze vraatschade kan leiden tot groeivermindering of het afsterven van jonge bomen.
Een schadelijker vorm van wildschade is schilschade, waarbij de bast van bomen en struiken afgevreten of losgescheurd wordt. Damherten en edelherten zijn de voornaamste veroorzakers van schilschade. Boomsoorten als grove den, lariks, douglas, fijnspar en beuk zijn erg gevoelig voor deze vorm van wildschade. De voornaamste oorzaken van schilschade zijn voedselgebrek, de behoefte aan vezelrijk materiaal en verveling. Edelherten en damherten trekken zich in drukbezochte gebieden overdag terug in dichte vegetatie, waar ze door verveling soms bomen schillen. Schilschade in de winter komt meestal voort uit voedselgebrek.
Veegschade ontstaat wanneer herten en reebokken hun bastgewei tegen bomen aanwrijven om de jeuk, veroorzaakt door de afstervende bast, te verminderen. Slagschade wordt veroorzaakt door edelherten die hun gewei tegen bomen aan slaan. In de bronsttijd heeft dit te maken met het imponeren van de hinden en buiten de bronsttijd wordt deze schade veroorzaakt doordat de edelherten het gewei proberen af te werpen. Schuurschade wordt grotendeels veroorzaakt door wilde zwijnen en herten die met hun lijf tegen bomen schuren. De schade die hiermee veroorzaakt wordt is vrijwel verwaarloosbaar, aangezien veelal dezelfde bomen worden uitgekozen om tegenaan te schuren.
De beheerder kan wildschade voorkomen of verminderen door verschillende vormen van wildregulatie: populatiebeheer (afschot of verplaatsen van dieren), verbeteren van voedselaanbod (bijvoeren of biotoopverbetering) en collectieve of individuele boombescherming (uitrasteren, plantkokers).

## Vegetatieve verjonging
Vegetatieve verjonging maakt net als generatieve verjonging deel uit van natuurlijke verjonging. Via afleggers, wortelstokken, natuurlijke stekken en uitlopers kunnen bomen en struiken zich vegetatief vermeerderen. De nieuwe bomen of struiken die hierbij ontstaan bevinden zich in veel gevallen op korte afstand van de moederboom en blijven geruime tijd aan de moederboom verbonden. Bomen en struiken die zich vegetatief vermeerderen kunnen als genetisch individu hoge leeftijden bereiken door de voortdurende natuurlijke klonering. Voorbeelden van boomsoorten die zich vegetatief kunnen vermeerderen zijn wilg, ratelpopulier (Populus tremula) en robinia (Robinia pseudoacacia).
Voor veel kruid- en struikvegetaties vormt vegetatieve vermeerdering een uiterst belangrijke verbreidingsmethode, aangezien het de instandhouding van de populaties en de verbreiding naar andere habitats mogelijk maakt. Vooral in bosmilieus waar zaadzetting door ongunstige omstandigheden niet kan plaatsvinden, vormt vegetatieve vermeerdering een essentieel onderdeel van de verjonging. Voorbeelden van kruid- en struikvegetaties die zich vegetatief kunnen vermeerderen zijn dalkruid, adelaarsvaren en bosaardbei (Fragaria vesca).